# التمساح غار
التمساح غار (Atractosteus spatula) هو سمكة يوريالينية ذات زعانف شعاعية مرتبطة بالآميا الملساء في طائفة كاملات العظام، إنه أكبر الأنواع في عائلة غار، ومن بين أكبر أسماك المياه العذبة في أمريكا الشمالية، يتتبع سجل الحفريات وجود مجموعتها يعود إلى أوائل العصر الطباشيري منذ أكثر من 100 مليون سنة، غالبًا ما يشار إلى الغار باسم «الأسماك البدائية» أو «الأحافير الحية» لأنها احتفظت ببعض الخصائص المورفولوجية لأسلافها الأوائل، مثل أمعاء الصمام الحلزوني، وهو أمر شائع أيضًا في الجهاز الهضمي لأسماك القرش، والقدرة على تنفس كل من الهواء والماء. اشتق الاسم الشائع من تشابهها مع التمساح الأمريكي، وخاصة أنفها العريض وأسنانها الطويلة الحادة، تشير الأدلة القصصية إلى أن ثار التمساح يمكن أن يصل طوله إلى 10 أقدام (3.0 م).
يكون جسم ثعلب التمساح على شكل طوربيد، وعادة ما يكون بني أو زيتوني، ويتلاشى إلى سطح بطني أفتح أو أصفر. حراشفها ليست مثل حراشف الأسماك الأخرى، فهي عبارة عن قشور غانويد، وهي عبارة عن قشور تشبه العظم، معينية الشكل، غالبًا بحواف مسننة، ومغطاة بمادة تشبه المينا. الموازين الجانويدية غير قابلة للاختراق تقريبًا وهي حماية ممتازة ضد الافتراس، على عكس أنواع الغار الأخرى، يحتوي الفك العلوي لجر التمساح على صف مزدوج من الأسنان الكبيرة الحادة التي تُستخدم في الإمساك بالفريسة، يطارد التمساح غار حيوانات مفترسة كمائن، خاصة الحيوانات البحرية، لكنها أيضًا تصطاد وتأكل طيور الماء والثدييات الصغيرة التي تجدها تطفو على سطح الماء.
إستُئصل سكان التمساح غار من الكثير من مداها التاريخي نتيجة لتدمير الموائل، والإعدام العشوائي، والحصاد غير المقيد ويتواجد السكان الآن بشكل أساسي في الأجزاء الجنوبية من الولايات المتحدة الممتدة إلى المكسيك، تعتبر قابلة للملوحة لأنها يمكن أن تتكيف مع درجات ملوحة مختلفة تتراوح من بحيرات المياه العذبة والمستنقعات إلى المستنقعات قليلة الملوحة ومصبات الأنهار والخلجان على طول خليج المكسيك.
منذ ما يقرب  النصف قرن، كان يُعتبر التمساح غار «سمكة نفايات»، أو «نوع مزعج» يضر بمصايد الأسماك الرياضية، وكان الهدف القضاء عليه من قبل سلطات الولايات والسلطات الفيدرالية في الولايات المتحدة، جلبت الثمانينيات فهمًا أفضل للتوازن البيئي الضروري للحفاظ على النظام البيئي، وفي النهاية إدراك أن التمساح غار لم يكن أقل أهمية من أي كائن حي آخر في النظم البيئية التي يسكنونها. بمرور الوقت، تم منح التمساح بعض الحماية من قبل وكالات الموارد الحكومية والفيدرالية كما أنها محمية بموجب قانون لاسي، الذي يجعل نقل أنواع معينة من الأسماك في التجارة بين الولايات غير قانوني عندما ينتهك قانون أو لائحة الولاية، تقوم العديد من وكالات الموارد الحكومية والفيدرالية بمراقبة السكان في البرية، وقد بدأت برامج التوعية لتثقيف الجمهور، يتم استزراع التمساح غار في البرك، والمجاري المائية، والصهاريج بواسطة المفرخات الفيدرالية للتخزين، من قبل الجامعات لأغراض البحث، وفي المكسيك للاستهلاك.

## تشريح

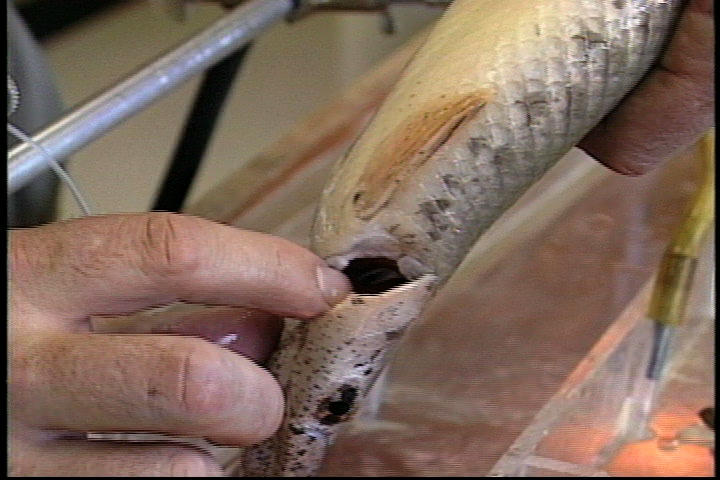
جيل غار للأحداث

يعتبر التمساح غار أكبر الأنواع في عائلة غار، ومن بين أكبر أسماك المياه العذبة الموجودة في أمريكا الشمالية. يبلغ طول ثوم التمساح الناضج 6 أقدام (1.8 م) ويزن أكثر من 100 رطل (45 كجم). ومع ذلك، تشير التقارير القصصية إلى أنه يمكن أن يصل طولها إلى 10 أقدام (3 م)، وتزن ما يصل إلى 350 رطلاً (159 كجم). قُبض على أكبر تمساح غار تم تسجيله رسميًا عن غير قصد في شبكة الصياد كيني ويليامز من فيكسبيرغ، ميسيسيبي، بينما كان يصطاد بحيرات قوس قزح لنهر المسيسيبي في 14 فبراير 2011. كان ويليامز يسحب شبكته على بحيرة شوتار، متوقعًا العثور على سمكة جاموس، لكنه بدلاً من ذلك اكتشف ثارًا تمساحًا كبيرًا متشابكًا في شبكته. كان الغار 8 أقدام و5

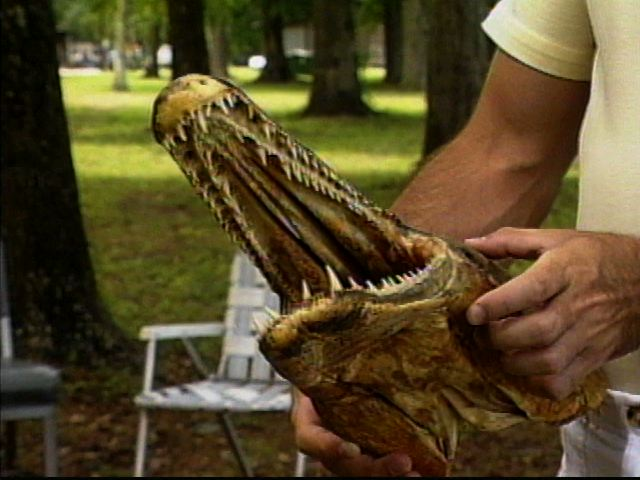
عرض محفوظ لرأس التمساح غار

1⁄4 بوصة (2.572 م) طويلة، ووزنه 327 رطلاً (148 كجم)، ومحيطه 47 بوصة (120 سم). وفقًا لمسؤولي الحياة البرية، قُدّر عمر الأسماك بين 50 و70 عامًا، قدر أحد التقارير أن عمر الغار لا يقل عن 95 عامًا. تبرع ويليامز به لمتحف ميسيسيبي للعلوم الطبيعية في جاكسون، حيث سيظل معروضًا. تحتوي جميع أنواع التراب على أجسام على شكل طوربيد، ولكن بعض الخصائص المميزة للتمساح غار البالغ تشمل الحجم الكبير، أجسام ثقيلة رؤوس عريضة خطم قصير وواسع أسنان كبيرة وحادة وصف مزدوج من الأسنان
على الفكين العلويين. عادة ما تكون بنية أو زيتونية باهتة إلى سطح بطني أفتح رمادي أو أصفر. يتم وضع الزعانف الظهرية والشرجية باتجاه مؤخرة أجسامهم، وتكون زعانفهم الذيلية مختصرة غير متجانسة، أو غير متماثلة.

## علم وظائف الأعضاء
يحتوي التمساح غار على خياشيم، ولكن على عكس الأنواع الأخرى من الأسماك، مع استثناءات قليلة، لديهم أيضًا رئة مثانة عالية الأوعية الدموية تكمل التنفس الخيشومي. لا توفر المثانة القدرة على الطفو فحسب بل تمكنها أيضًا من تنفس الهواء، وهذا هو سبب قدرتها على العيش في المسطحات المائية التي تموت فيها معظم الأسماك الأخرى من الاختناق. ترتبط مثانة السباحة بأمعائها الأمامية بواسطة قناة هوائية صغيرة تسمح لها بالتنفس أو بلع الهواء عند كسر السطح، وهو إجراء يُشاهد كثيرًا في البحيرات في جنوب الولايات المتحدة خلال فصل الصيف الحار.
لا تشبه قشور التمساح حراشف الأسماك الأخرى ذات المقاييس المرنة. أجسامهم محمية بمقاييس جانويد غير المرنة والمفصلية على شكل معيني، غالبًا مع حواف مسننة، وتتكون من طبقة داخلية صلبة من العظام وطبقة خارجية صلبة من جانوين، والتي تتماثل أساسًا مع مينا الأسنان، مما يجعلها غير قابلة للاختراق تقريبًا.

## التصنيف والتطور
وصف لاسبيد لأول مرة التمساح غار في عام 1803. كان الاسم الأصلي هو التمساح غار، ولكن تم تغييره لاحقًا بواسطة وايلي في عام 1976 إلى ملعقة تراكتوستيوس للتعرف على نوعين مختلفين من أنواع الغار. تشمل مرادفات ملعقة أتراكتوستيوس ليسيسوستيوس [هكذا] فيروكس (رافينسك 1820) وملعقة ليبسوستوس (ليسبيد 1803). تم جمع الحفريات من رتبة سمك الرمح في أوروبا من العصر الطباشيري إلى الفترات الأوليجوسينية، في إفريقيا والهند من العصر الطباشيري، وفي أمريكا الشمالية من العصر الطباشيري إلى العصر الحديث. سمك الرمح هي الفصيلة الوحيدة الباقية من نباتات القرع التي تضم سبعة أنواع، وتقع جميعها في أمريكا الشمالية والوسطى. يتتبع السجل الأحفوري وجود غار مثل التمساح غار يعود إلى أوائل العصر الطباشيري منذ أكثر من 100 مليون سنة. على الرغم من كونه نوعًا متطورًا للغاية، غالبًا ما يُشار إلى التمساح غار على أنه «أسماك بدائية» أو «أحافير حية» لأنها احتفظت ببعض الخصائص المورفولوجية لأسلافها الأوائل مع تغييرات قليلة أو معدومة على ما يبدو، مثل أمعاء الصمام الحلزوني، وهو أمر شائع أيضًا في الجهاز الهضمي لأسماك القرش، وذيل غير متجانس، ورئة المثانة الهوائية لاستنشاق الهواء والماء.

## سلوك التغذية

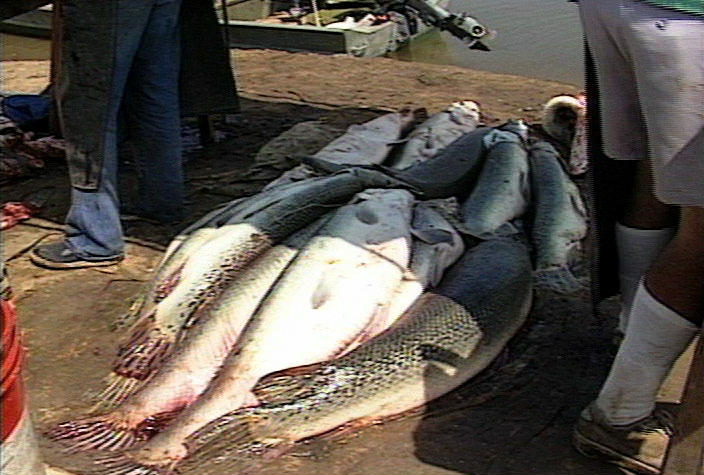
1995 خزان خنق كانيون حصاد الثوم الذي يتم التحكم فيه

يعتبر التمساح غار سلبي نسبيًا، ويبدو أنه سمكة انفرادية بطيئة، لكنها مفترسة شرهة. إنها مفترسات ليلية انتهازية وهي في المقام الأول حيوانات أسماك، لكنها أيضًا تهاجم وتأكل الطيور المائية والسلاحف والثدييات الصغيرة التي قد تطفو على السطح. أسلوب الكمين الخاص به هو أن يطفو على بعد بضعة أقدام تحت السطح، وينتظر الفريسة المطمئنة أن تسبح في متناول اليد ثم يندفع إلى الأمام، وبحركة كاسحة، يمسك بفريسته، ويضعها على الصفوف المزدوجة من أسنانهم الحادة.
أظهرت دراسات النظام الغذائي أن التماسيح غار هو حيوانات انتهازية، وحتى القمام يعتمد على توافر مصدر الغذاء المفضل لديهم. وأحيانًا يبتلعون الأسماك الرياضية، لكن غالبية دراسات محتوى المعدة تشير إلى أنها تتغذى في الغالب على أسماك العلف مثل قوانص شاد واللافقاريات والطيور المائية. كشفت دراسات النظام الغذائي أيضًا عن وجود أدوات صيد وأجزاء لمحركات القوارب في بطونهم.

## التبويض
كما هو الحال مع معظم أنواع الأجداد، فإن التمساح غار طويل العمر ويتأخر في النضج الجنسي. معظم الإناث لا تصل إلى مرحلة النضج الجنسي إلا بعد العقد الأول من حياتها، بينما يصل الذكور إلى مرحلة النضج الجنسي في نصف ذلك الوقت. يجب أن تكون الظروف دقيقة حتى يحدث التفريخ الناجح. يبدأ التحضير للتفريخ في الربيع مع الفترة الضوئية الممتدة وارتفاع درجات حرارة الماء، ولكن الفيضان ضروري أيضًا لتحريك الحدث. عندما ترتفع الأنهار وتنتشر فوق السهول الفيضية، فإنها تخلق بحيرات وأقواس سلاجوس، وتغمر النباتات الأرضية، والتي بدورها توفر الحماية وموطنًا غنيًا بالمغذيات لأسماك اليرقات والقلي. بمجرد أن تصل درجة حرارة الماء إلى 68 إلى 82 درجة فهرنهايت (20 إلى 28 درجة مئوية)، ويتم استيفاء جميع المعايير الأخرى، ينتقل غار إلى المياه الضحلة
العشبية المليئة بالأعشاب لتفرخ.

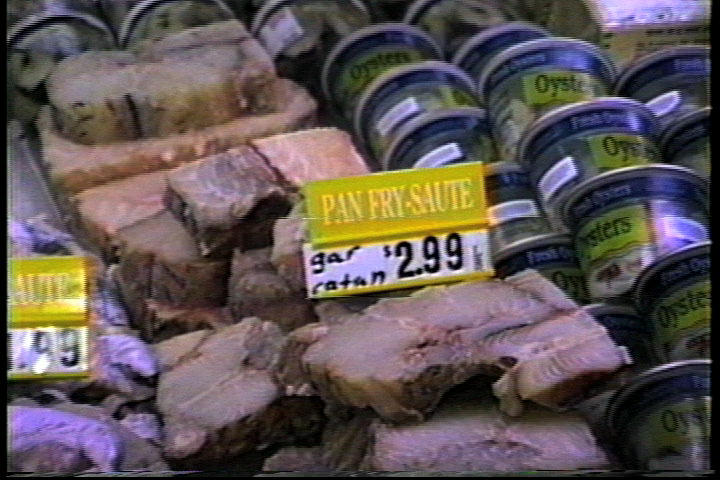
عرض السوق لشرائح الغار

يحدث التزاوج الفعلي عندما يتجمع الذكور حول إناث الحمل، ويبدأون في التواء، الاصطدام، والانزلاق فوق قمم الإناث، وهو نشاط يؤدي إلى إطلاق البيض. تطلق الذكور سحبًا من الذوبان لتخصيب البيض عند إطلاقه في عمود الماء. ثم يلتصق البيض اللزج بالنباتات المغمورة ويبدأ التطور. هناك حاجة لبضعة أيام فقط حتى يفقس البيض في أسماك اليرقات، و10 أيام أخرى أو نحو ذلك حتى تنفصل الأسماك اليرقية عن الغطاء النباتي وتبدأ في التحرك مثل اليرقات الصغيرة. يختلف إنتاج البيض، ويُعتقد أنه يعتمد على حجم الأنثى. الصيغة الشائعة المستخدمة للتنبؤ بعدد البيض الذي يمكن أن تنتجه الأنثى هي 4.1 بيضة / جرام من وزن الجسم، مما يعطي متوسط حوالي 150000 بيضة لكل بيضة. يكون بيض التمساح غار أحمر فاتحًا وسامًا للإنسان إذا تم تناوله.

## توزيع

### النطاق الطبيعي

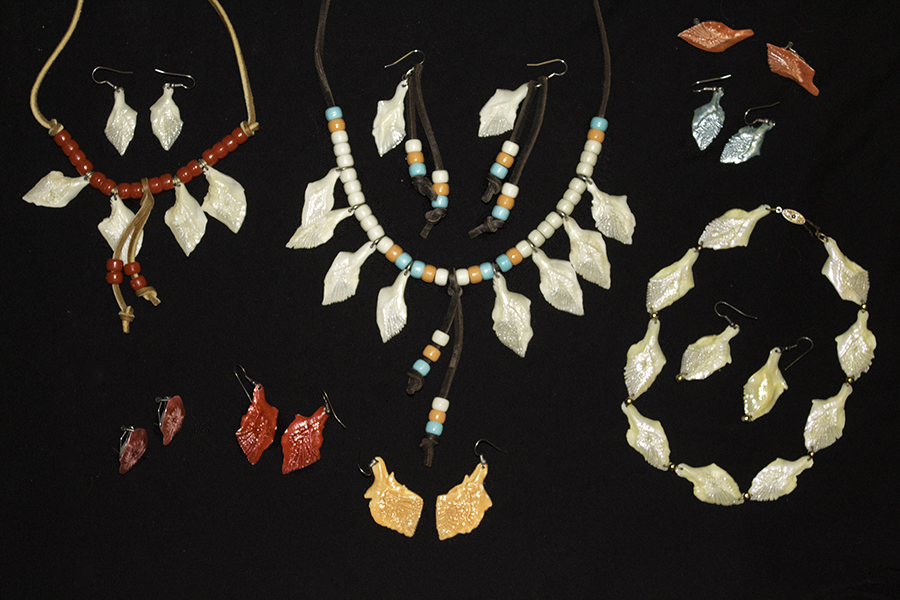
مقياس مجوهرات غانويد

يعيش التمساح غار في مجموعة متنوعة من الموائل المائية، ولكن يوجد معظمها في جنوب الولايات المتحدة في الخزانات والبحيرات، وفي المياه الخلفية للأنهار المنخفضة، وفي المياه قليلة الملوحة في مصبات الأنهار والخلجان. يحدث جنوبًا على طول ساحل خليج تكساس، في تاموليباس وشمال فيراكروز بالمكسيك، ومع ذلك، تعتبر السجلات من نيكاراغوا وكوستاريكا «مشبوهة ومفسدة». لقد شوهدوا من حين لآخر في خليج المكسيك. في ولايتي تكساس ولويزيانا، تُشاهد الجرار الكبيرة تكسر السطح في الخزانات، والمستنقعات، والمستنقعات المالحة. تم العثور عليها في جميع أنحاء وادي نهر المسيسيبي السفلي وولايات ساحل الخليج في جنوب الولايات المتحدة والمكسيك إلى الجنوب مثل فيراكروز، بما في ذلك تكساس وأوكلاهوما ولويزيانا وكنتاكي وميسيسيبي وألاباما وتينيسي وأركنساس وميزوري وإلينوي وفلوريدا وجورجيا. تشير التقارير إلى أن التمساح غار كان متعددًا في معظم أنحاء نطاقه الشمالي، لكن المشاهدات الصالحة اليوم نادرة، وقد تحدث مرة كل بضع سنوات. تشير سجلات التوزيع التاريخي إلى مناطق مأهولة بالتمساح ذات يوم في أقصى الشمال مثل وسط كانساس ونبراسكا وأوهايو وآيوا وغرب وسط إلينوي، حيث تم إدراجها الآن على أنها مستأصلة. كان الصيد الذي تم التحقق منه في أقصى الشمال في ميردوسيا، إلينوي، في عام 1922. في عام 2016، كانت هناك جهود لإعادة إدخال التمساح غار بين تينيسي وإلينوي
كجزء من جهد للسيطرة على الكارب الآسيوي الغازي.

### خارج النطاق الطبيعي
تم الإبلاغ عن عدد قليل من المشاهد البارزة من التمساح غار خارج أمريكا الشمالية. في نوفمبر 2008، تم اصطياد سمكة عريضة الرأس، جنس أتراكتوستيوس، بقياس 5.2 إلى 6.4 قدم (1.6 إلى 2.0 متر) في بحر قزوين شمال إيسينغولي، تركمانستان، من قبل اثنين من مسؤولي حماية مصايد الأسماك في تركمانستان. نوعه غير مؤكد، لكن يعتقد أنه تمساح.

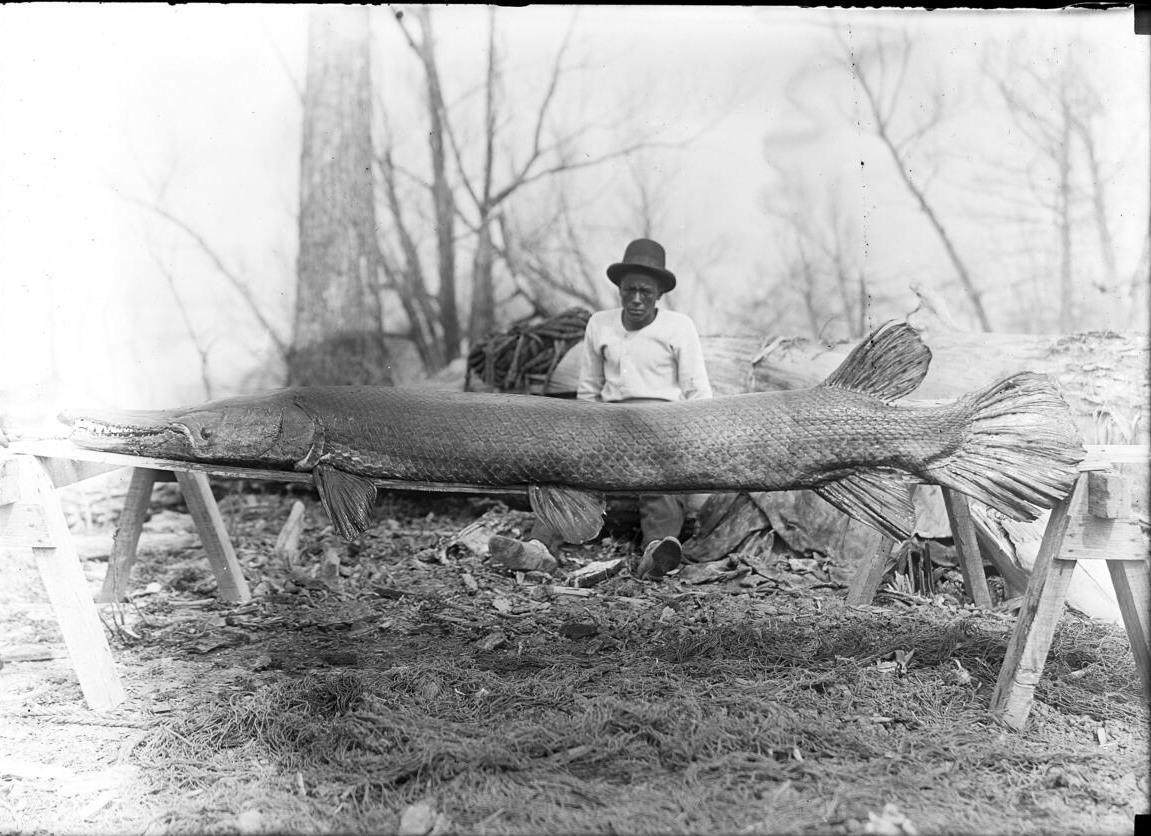
صيد التمساح في بحيرة القمر، ميسيسيبي، مارس 1910

في 4 سبتمبر 2009، تم العثور على سمكة التمساح بطول 3 أقدام و3 بوصات (0.99 م) في منتزه تاك واه في تسوين وان، هونغ كونغ. خلال اليومين التاليين، تم العثور على ما لا يقل عن 16 تمساحًا آخر، أكبرها بطول 4.9 قدم (1.5 متر)، في البرك في الحدائق العامة في هونغ كونغ. أفاد السكان المجاورون أن التمساح غار تم إطلاقه في البرك من قبل هواة أحواض السمك، وعاشوا هناك لعدة سنوات. ومع ذلك، بعد تقديم شكوى من قبل مواطن عرّف زورًا التمساح على أنها تماسيح، بدأ استخدام مصطلحات مثل "السمك الرهيب الذي
يأكل الإنسان" بالظهور في عناوين بعض الصحف المحلية الكبرى. أزال المسؤولون من الخدمات الترفيهية والثقافية في حديقة تاك واه جميع تماسيح الغار من البرك لأنهم كانوا قلقين من أن الأسماك الكبيرة آكلة اللحوم قد تضر الأطفال. ليس وحده، يمكن للأسنان الكبيرة والحادة والمظهر الخارجي لثوب التمساح أن يعجل بخوف غير معقول لدى أولئك الذين ليسوا على دراية بهذا النوع. ساهمت التقارير المثيرة في سوء فهم الهجمات المفترسة من قبل التمساح غار على البشر، على الرغم من عدم تأكيد أي من التقارير.
أصطيدت في 21 يناير 2011، سمكة التمساح بقياس 4 قدم و11 بوصة (1.50 م) في قناة في باسير ريس، سنغافورة، من قبل اثنين من الصيادين الترفيهيين. نُقلت السمكة إلى بركة مجاورة، حيث أكد صاحبها أنها سمكة تمساح وليست أرابيما، كما اعتقد الرجال في البداية.
تم إعداد تقارير قصصية عن التمساح غار الذي تم التقاطه في أجزاء مختلفة من الهند، ولكن يُعتقد أنه نتيجة للإصدارات العرضية من قبل هواة أحواض السمك وما شابه. في أغسطس 2015، تم العثور على قطعة تمساح متشابكة في قطعة قماش داخل بئر في دادار، حيث كانت تعيش لبعض الوقت. تم إنقاذها من قبل نشطاء الحيوانات وإعادتها إلى البئر سالمًا. في يونيو 2016، تم القبض على سمكة تمساح بطول 3.5 قدم من بحيرة سوبهاش ساروفار في كلكاتا. كانت الحوادث الأخرى على مر السنين عشوائية، بدءًا من عمليات الاستيلاء في المياه الساحلية أثناء التقييمات البيئية إلى المصيد في البرك الخاصة.
في 27 يونيو 2020، تم الإبلاغ عن نفوق تمساح بقياس 112 سم (3 قدم 8 بوصات) على ساحل سد غونييلي، شمال قبرص. قام متخصصون من معهد قبرص لبحوث الحياة البرية بجمع الأسماك وشرح نوعها على أنها التمساح غار. يُشتبه في أن الأسماك قد تم إطلاقها مؤخرًا ولم تستطع التكيف مع البيئة وماتت، ومع ذلك، يمكن أن تكون السمكة مقيمة هناك لسنوات. سيتم تطبيق التشريح لمعرفة المزيد.

## الاستخدامات البشرية

### التاريخ المبكر
استخدم الأمريكيون الأصليون في الجنوب ومنطقة البحر الكاريبي الموازين الغانوية الخاصة بالتمساح غار لرؤوس الأسهم وألواح الصدر وكدروع لتغطية المحاريث. قام المستوطنون الأوائل بدباغة الجلود لصنع جلد قوي ومتين لتغطية محاريثهم الخشبية، وصنع محافظ وأشياء أخرى مختلفة. كما استخدم سكان أركنساس زيت الغار كطارد لبعوض الجاموس.
لما يقرب من نصف قرن، اعتبرت سلطات الولاية والسلطات الفيدرالية أن سمكة التمساح «سمكة نفايات» أو «أنواعًا مزعجة» استهدفتها من أجل القضاء عليها لحماية تجمعات سمكة الطاعين ولمنع الهجمات المزعومة على البشر، وهو ادعاء لا يزال غير مدعوم بأدلة باستثناء الإصابات العرضية التي لحقت بها من تمساح الثور الذي تم أسره على سطح القوارب. شارك الصيادون في ذبح الآلاف من التمساح معتقدين أنهم يقدمون خدمة رائعة. في عام 1992، أصبحت قناة (KUHT 8) التابعة لمحطة تقديم لبرنامج التوعية العامة التلفزيوني الذي وثق دورة تاريخ حياة التمساح غار المسماة التمساح غار: المفترس أو الفريسة؟. كان هذا أول فيلم وثائقي تم إنتاجه وتليفزيونًا على المستوى الوطني حول التمساح غار في وقت كان لا يزال يُشار إليه على أنه سمكة القمامة. استمر البرنامج لمدة نصف ساعة لمدة ثلاث سنوات كجزء من سلسلة تعليمية بعنوان «أسماك غريبة وغير عادية»، من إنتاج جمعية موجات الأرض. تم بثه لأول مرة في وقت الذروة خلال عمليات مسح يوليو 1992، وحصل على تقييم 2.8 / 4، مما يجعله البرنامج المصنف رقم واحد في المساء للعديد من الشركات التابعة للبرنامج تلفزيوني. مر عقد من الزمان قبل اتخاذ أي إجراء مهم لحماية والحفاظ على المجموعات المتبقية من تمساح غار في الولايات المتحدة. من بين أول من سن ممارسات الاستعادة والإدارة كان قسم الحفظ في ميزوري بالشراكة مع تينيسي وأركنساس وكنتاكي وإلينوي وألاباما وميسيسيبي وتكساس وأوكلاهوما ولويزيانا.

### الأسماك الرياضية

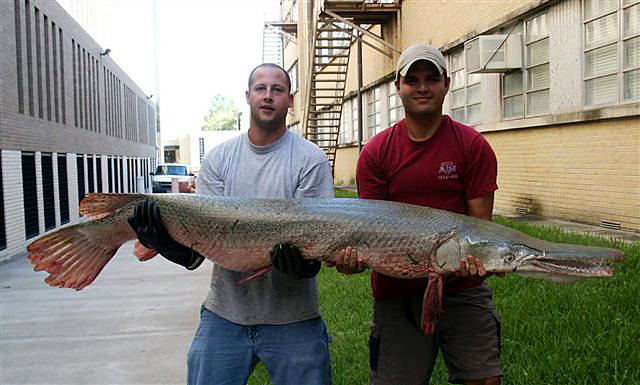
A تمساح غار تم صيده في تكساس، 2004

لقد تغيرت النظرة العامة منذ فترة طويلة إلى سمكة التمساح على أنها سمكة قمامة أو من الأنواع المزعجة، مع زيادة الاهتمام الوطني والدولي بالأنواع كسمكة رياضية، والتي عزاها البعض إلى ميزات في البرامج التلفزيونية الشهيرة. تسمح أوكلاهوما وتكساس وأركنساس وميسيسيبي ولويزيانا بالصيد الرياضي المنظم لأسماك التمساح. تمتلك تكساس واحدة من أفضل المصايد المتبقية للتمساح غار، وبالتنسيق مع جهودها للحفاظ على مصايد أسماك قابلة للحياة، فرضت عليها كيسًا واحدًا في اليوم في عام 2009. سجل ولاية تكساس، والرقم القياسي العالمي لأكبر سمكة تمساح تم اصطيادها على قضيب وبكرة، هو 279 رطلاً (127 كجم)، التقطه بيل فالفيردي في 1 يناير 1951، على ريو غراندي في تكساس. تحظى التمساح أيضًا بشعبية كبيرة بين صائدي الأقواس بسبب حجمها الكبير وإمكانات الكأس وقدرتها القتالية. سجل مارتي ماكليلان سجل صيد الأسماك بولاية تكساس في عام 2001 بحوزته 290 رطلاً (130 كجم) من التمساح غار من نهر ترينيتي. كان الرقم القياسي لجميع التدخلات عبارة عن قطعة تمساح 302 رطل (137 كجم) تم صيدها على خط خبب في عام 1953 بواسطة بيرس الابن في عام 1991، أفاد مرشد الصيد كيرك كيركلاند روايات أنه اصطاد سمكة التمساح بقياس 9 أقدام و6 بوصات (2.90 م) على قضيب وخط من نهر ترينيتي.

### الاستغلال التجاري وتربية الأحياء المائية
أدى انخفاض أعداد أسماك التمساح في جميع أنحاء مداها التاريخي إلى الحاجة إلى مراقبة التجمعات البرية وتنظيم المحاصيل التجارية. تتميز حيوانات التمساح بإنتاجية عالية من شرائح اللحم الأبيض ونسبة صغيرة من النفايات مقارنة بوزن الجسم. تعتبر كرات الغار المقلية، والفيليه المشوية، والشرائح المغلية في الماء مع السلطعون من الأطباق الشعبية في جنوب الولايات المتحدة. هناك أيضًا صناعة منزلية صغيرة تصمم وتبيع المجوهرات المصنوعة من موازين القصاص العسكري من التمساح غار البعض يسمر الجلود لإنتاج الجلود لصنع ظلال المصابيح والمحافظ ومجموعة من العناصر الجديدة الأخرى. تاريخياً، تقلب سعر لحم الغار البري المباع تجارياً لموزعي الجملة بين 1.00 دولار / رطل وصولاً إلى 2.50 دولار / رطل. تراوحت أسعار التجزئة في محلات السوبر ماركت والمتاجر المتخصصة من 3.00 دولارات إلى 3.50 دولار / رطل.
يعتبر أتراكتوستيوس غار، بما في ذلك التمساح غار، والجرار الاستوائية، والجرار الكوبي، مرشحين جيدين لتربية الأحياء المائية، لا سيما في المناطق النامية، حيث نموها السريع، ومقاومة الأمراض، والتكيف السهل مع الأعلاف الاصطناعية مثل الأحداث، والقدرة على تحمل انخفاض جودة المياه الأساسي. قدرتها على تنفس كل من الهواء والماء تلغي الحاجة إلى أنظمة تهوية مكلفة وغيرها من التقنيات المستخدمة بشكل شائع في تربية الأحياء المائية. في جنوب الولايات المتحدة، وكذلك في أجزاء من المكسيك وكوبا، تم بالفعل تربية أمهات، ويتم الاحتفاظ بها في مناطقها الخاصة، حيث تعد بالفعل أسماكًا غذائية شائعة.

### أكواريا
في جنوب الولايات المتحدة، وكذلك في أجزاء من المكسيك وكوبا، تم بالفعل تربية أمهات، ويتم الاحتفاظ بها في مناطقها الخاصة، حيث تعد بالفعل أسماكًا غذائية شائعة. يتطلب التمساح غار حوضًا مائيًا أو بركة كبيرة جدًا وموارد وافرة لتزدهر في الأسر. كما أنها سمكة مشهورة للأحياء المائية وحدائق الحيوان. في العديد من المناطق، يعتبر الاحتفاظ بالتمساح كحيوانات أليفة أمرًا غير قانوني، لكنها تظهر أحيانًا في متاجر الأسماك. يعتبر التمساح غار ذو قيمة عالية ويتم البحث عنه في الأحياء المائية الخاصة، خاصة في اليابان. وفقًا لبعض التقارير، يمكن أن تجلب قطعة قماش التمساح الكبيرة ما يصل إلى 40 ألف دولار أمريكي فيما يعتبره البعض «السوق السوداء اليابانية». في يونيو 2011، تم اتهام ثلاثة رجال من فلوريدا ولويزيانا بتهم إزالة التمساح غار البري بشكل غير قانوني من نهر ترينيتي في تكساس، ومحاولة شحنهم إلى اليابان لهواة الجمع الخاصين. نتجت لوائح الاتهام عن عملية لسعة سرية قام بها وكلاء خاصون مع إدارة الأسماك والحياة البرية الأمريكية، وإدارة حدائق تكساس والحياة البرية، ولجنة فلوريدا للأسماك والحياة البرية. تضمنت التهم انتهاكات لثلاثة أحكام منفصلة من قانون لاسي، وتحديداً التآمر لتقديم بطاقة مزيفة للأسماك المنقولة في التجارة بين الولايات، والتآمر لنقل الأسماك في التجارة بين الولايات في انتهاك لقانون أو لائحة الولاية، والتآمر لنقل وبيع الأسماك في التجارة بين الولايات في انتهاك لقانون أو لائحة الولاية. أقر اثنان من المتآمرين بالذنب لواحدة، وأسقطت الحكومة التهمتين الأخريين ضدهما. ذهب متآمر ثالث إلى المحاكمة في جميع التهم الثلاث، وتمت تبرئته من تهمة واحدة، وأدين في اثنتين. حكمت عليه محكمة المقاطعة بالسجن 9 أشهر تليها سنة واحدة من الإفراج تحت الإشراف. تم استئناف القضية، وفي 15 أبريل 2014، أيدت محكمة الاستئناف حكم المحكمة الجزئية.

## قراءات إضافية
- (بالfr+en) مرجع نظام المعلومات التصنيفية المتكامل (ITIS) : TSN {{{1}}}
- المؤلفان راينر فرويز ودانيال باولي (2005). "Lepisosteus spatula" في قاعدة الأسماك. نسخة October 2005.
- Lacepède, B. G. E. (1803). Histoire Naturelle des Poissons.
- Rafinesque, C. S. (1820). "Ichthyologia Ohiensis (Part 8)". The Western Review and Miscellaneous Magazine: 165–173.
- Weed, Alfred C. (1923). "The Alligator Gar" Field Museum of Natural History
- Wiley E. O. (1976). "The phylogeny and biogeography of fossil and Recent gars (Actinopterygii: Lepisosteidae)". Museum of Natural History University of Kansas Miscellaneous Publication. ج. 64: 1–111.
- "Atractosteus, a genus-name authored by C.S. Rafinesque". University of Evansville. Retrieved May 17, 2013.
- "Alligator Gar (Atractosteus spatula)". Texas Parks and Wildlife. Retrieved May 17, 2013.

## روابط خارجية
- تمساح غار اللجنة الفنية المخصصة القسم الجنوبي للجمعية الأمريكية للمصايد
- التمساح غار: المفترس أو الفريسة - فيلم وثائقي من برنامج تلفزيوني عن دورة تاريخ حياة التمساح وعلم الأحياء